# Origlio
Origlio je obec ve švýcarském kantonu Ticino, okresu Lugano. Žije zde přibližně 1 500 obyvatel.

## Geografie
Obec leží v nadmořské výšce 450 m u malého jezera Laghetto di Origlio a 3 km východně od železniční stanice Taverne-Torricella na Gotthardské dráze.
Sousedními obcemi jsou Torricella-Taverne na severozápadě, Ponte Capriasca na severu, Capriasca na východě, Comano a Cureglia na jihu a Lamone na jihozápadě.

## Historie

Origlio a Tesserete, letecký pohled (1950)

První zmínka o obci pochází z roku 1335 jako Orellio. Ve středověku zde stála opevněná věž. Ta byla později přestavěna a dnes slouží jako obytná budova v centru obce. V první polovině 15. století musela obec poskytnout milánskému vévodovi 27 vojáků a válečný materiál.
Počátkem 21. století probíhaly snahy o sloučení s obcí Ponte Capriasca; jako nový název obce byl navržen Ponte Origlio. Od projektu bylo v prosinci 2013 upuštěno na základě negativního hlasování v obcích.

## Obyvatelstvo

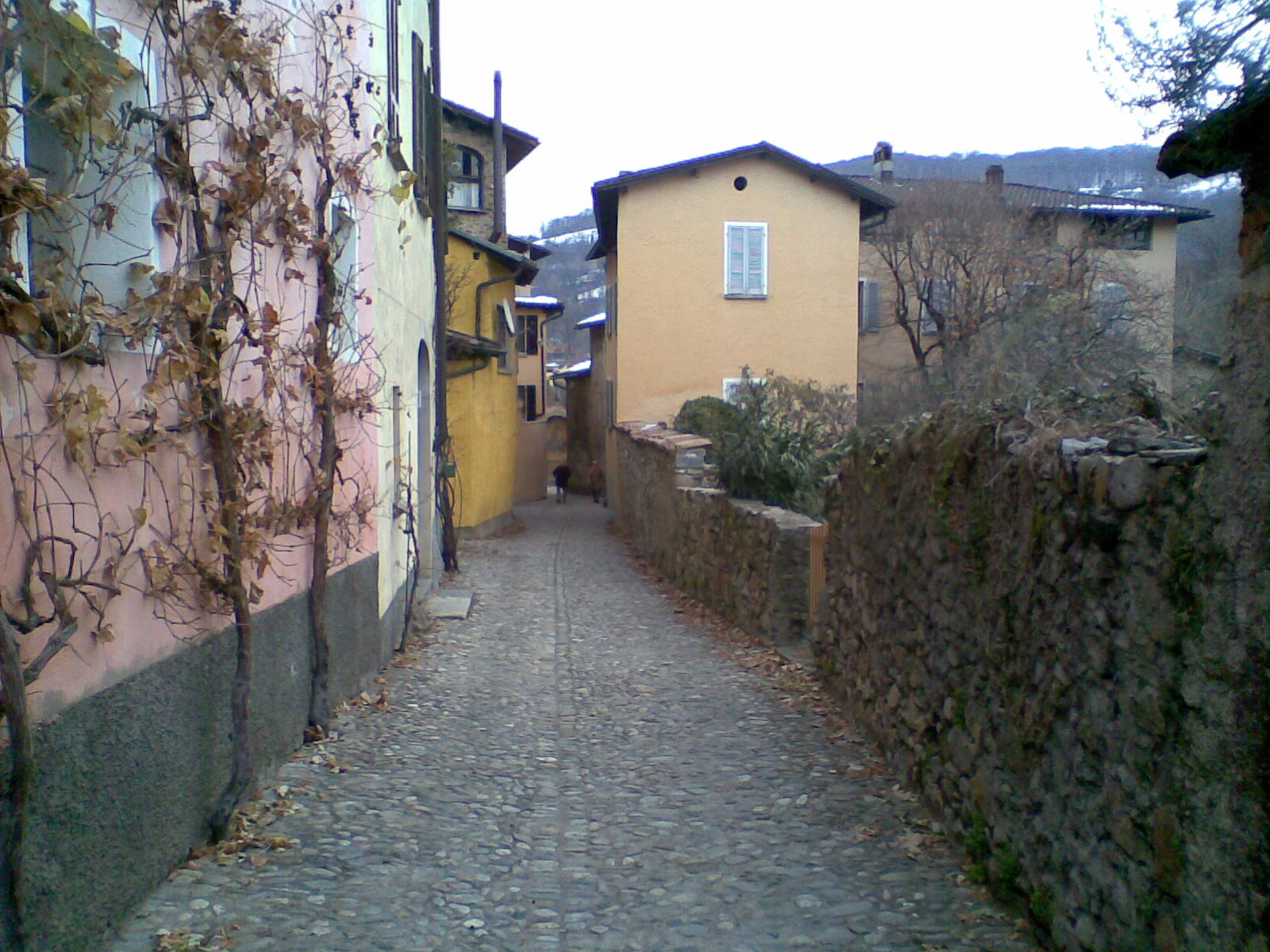
Centrum obce

| Rok            | 1574 | 1682 | 1799 | 1850 | 1900 | 1950 | 1970 | 1980 | 1990 | 2000 | 2010 | 2020 |
| Počet obyvatel | 302  | 370  | 203  | 229  | 215  | 220  | 350  | 492  | 941  | 1158 | 1352 | 1483 |

## Hospodářství
Obec, dříve hospodářsky zaměřená na vinařství, chov bource morušového a chov dobytka, se v 50. letech 20. století vyvinula v rezidenční a turistické centrum, což vedlo k nárůstu a zdvojnásobení počtu obyvatel v 80. letech 20. století.

## Doprava
Obec obsluhují ji linky postbusu.
Nejbližší železniční stanice se nachází v Taverne-Torricella na Gotthardské dráze.

## Osobnosti
- Albert Sing (1917–2008), německý fotbalový trenér, žil v obci